# Speyrer Kirche (Ditzingen)
Die Speyrer Kirche ist eine ehemalige Pfarrkirche in Ditzingen im Landkreis Ludwigsburg in Baden-Württemberg. Sie liegt auf dem Ditzinger Friedhof und wird heute als Aussegnungskirche und für kirchenmusikalische Veranstaltungen genutzt. Der Bau ist Kulturdenkmal gemäß § 28 DSchG BW.

## Geschichte

### Bis zur Reformation

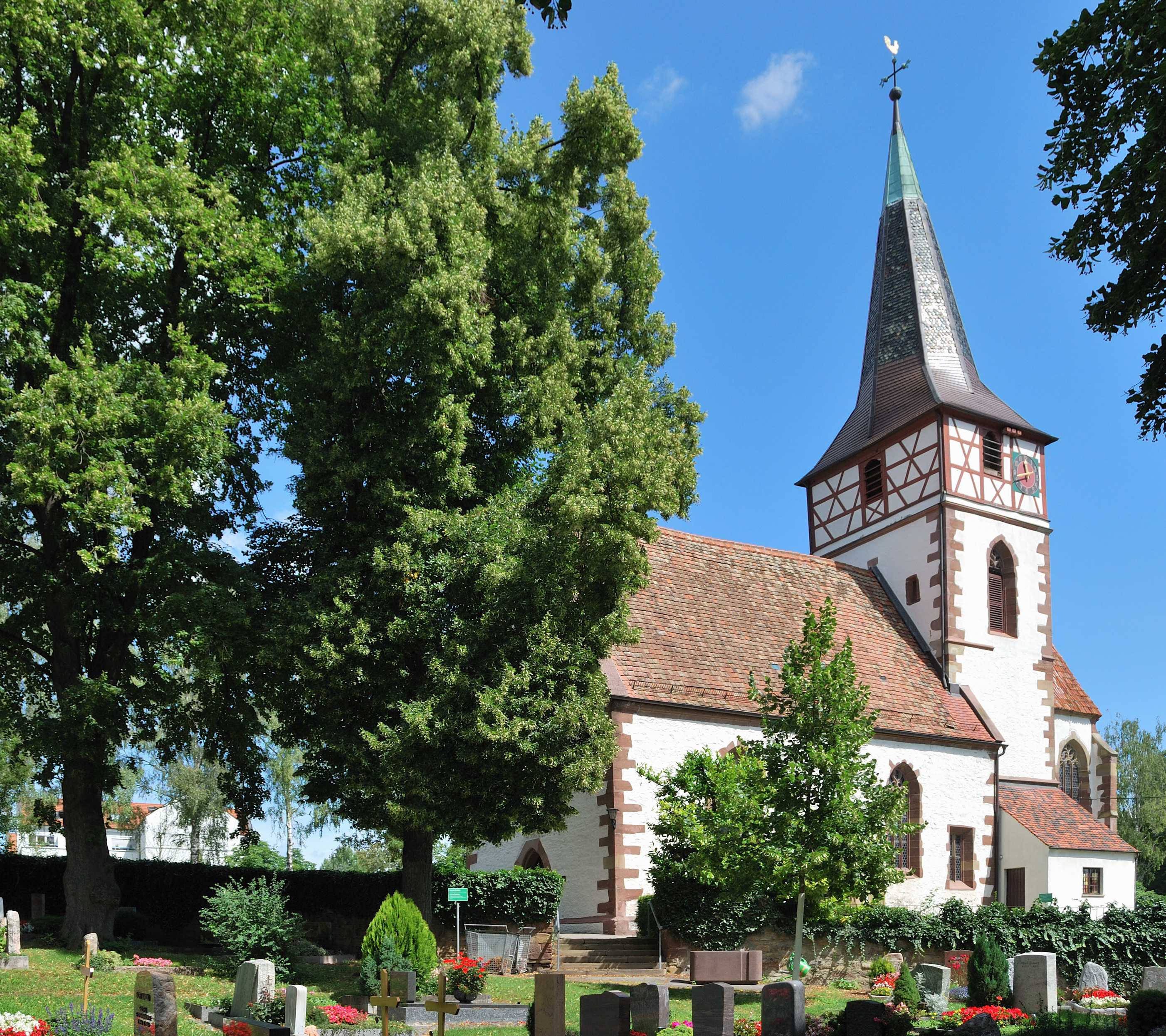
Die Kirche von Süden

Die Gemeinde Ditzingen wird durch die Glems in zwei Hälften geschieden, deren westliche in vorreformatorischer Zeit zum Landkapitel Grüningen der Diözese Speyer gehörte, während die östliche dem Landkapitel Cannstatt der Diözese Konstanz unterstand (siehe Konstanzer Kirche). Nach den Forschungen von Wolfgang Irtenkauf war die Speyrer Kirche die ältere der beiden und wurde wohl Ende des 8. Jahrhunderts als Eigenkirche eines fränkischen Grundherrn errichtet. Da die Glems ihren Verlauf ursprünglich wohl weiter südlich entlang der jetzigen Marktstraße nahm, umfasste ihr Pfarrsprengel auch den Herrenhof und damit den Kern der Ditzinger Wohnsiedlung im Bereich des heutigen Hirsauer Pfleghofs. 1347 wurde die Kirche durch den Speyrer Bischof Gerhard von Ehrenberg dem Dominikanerinnenkloster Pforzheim inkorporiert, das noch 1524/29 das Pfarrbestellungsrecht besaß. Unter den Pfründen des Klosters war Ditzingen die am weitesten entfernte. Möglicherweise traten die Dominikanerinnen hier in die älteren Rechte des Klosters Hirsau ein, das – teils durch Kauf, teils durch Schenkung – den wirtschaftlichen Grundstock für das Pforzheimer Kloster zur Verfügung stellte. In einer Hirsauer Urkunde aus dem Jahr 1375 liegt der früheste Nachweis über die Existenz der Kirchen Constanzer und Spirer bistums vor.
Das Kirchengebäude wurde Ende des 15. Jahrhunderts in gotischen Formen neu aufgeführt. Die genaue Bauzeit und das Weihedatum sind unbekannt. Das früher genannte Jahr 1477 ist nicht belegt. Als Initiator des Neubaus ist vielleicht Friedrich von Nippenburg anzusprechen, der einem in der Region begüterten Adelsgeschlecht entstammte und als Propst der Speyrer Dreifaltigkeitskirche und damit Archidiakon für das Landkapitel Grüningen fungierte.
Als möglicher Baumeister für den heutigen spätgotischen Kirchenbau wurde früher Hieronymus Mager aus Schwäbisch Gmünd genannt. Die Oberamtsbeschreibung für das Oberamt Leonberg von 1930 rechnet die Baumeister zum Umkreis von Albrecht Georg und Peter von Koblenz. Jüngere Untersuchungen schreiben den Kirchenbau anhand der an den Gewölbekonsolen im Chor angebrachten Meisterschilde dem Meister von Schwieberdingen, wohl einem Verwandten des Heidelberger Hofbaumeisters Caspar Lechler, zu. Er ist mit seinem Meisterzeichen erstmals nach 1463 auf den Mittelschiffspfeilern der Alexanderkirche in Marbach am Neckar zu finden, wo er offenbar noch im Verbund mit anderen Baumeistern tätig war. Unter der Leitung des Stuttgarter Meisters Aberlin Jörg war er um und nach 1470 beim Bau der Cannstatter Stadtkirche und der Hospitalkirche in Stuttgart beschäftigt, dann beim Bau der Speyrer Kirche und später an der Kirche in Schwieberdingen, an der Peterskirche in Weilheim an der Teck und zuletzt an Turm und Turmanbau der Spitalkirche von Markgröningen. Der zweite Baumeister war Hans von Urach, der zuvor – ebenfalls als Mitarbeiter von Aberlin Jörg – an der Einwölbung des Heilig-Kreuz-Münsters in Schwäbisch Gmünd und beim Bau des Langhauses der Öhringer Stiftskirche durch Bernhard Sporer mitwirkte (beides um 1491).

### Aufhebung als Pfarrkirche und Nachnutzung

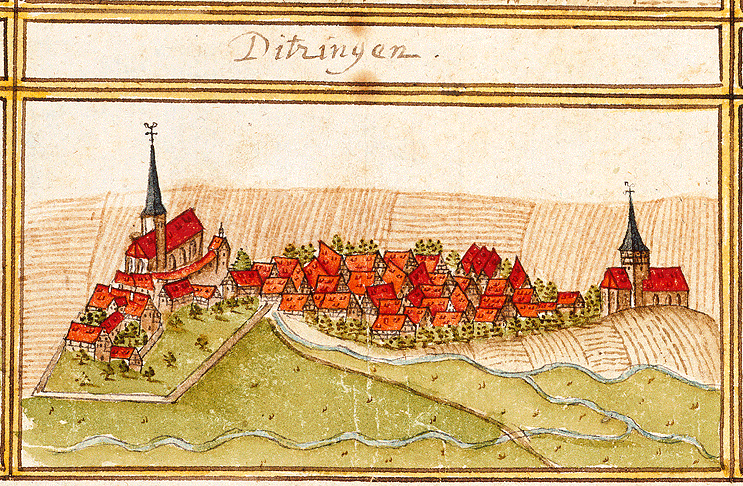
Ditzingen 1682 im Forstlagerbuch von Andreas Kieser: links die Konstanzer, rechts die Speyrer Kirche

Schon wenige Jahre nach Vollendung des Kirchenbaus wurde die Speyrer Kirche als eigenständige Pfarrkirche aufgehoben. Mit Einführung der Reformation in Württemberg und dem Wegfall der Diözesangrenze war die zweite Pfarre in Ditzingen überflüssig. Als einer der letzten Pfarrer ist Peter Knöpfler bekannt, der damals in einen Mordprozess verwickelt war. Nach seinem Weggang wurde die Speyrer Kirche durch den Pfarrer der Konstanzer Kirche, den Hirsauer Konventual Rudolf Heim mit versehen. Er ist noch 1537 in Ditzingen bezeugt. 1540 wurde das Pfarrhaus der Speyrer Kirche verkauft und der Erlös zwischen der Herrschaft in Pforzheim und dem Pfarrer aufgeteilt. 1551 versah der in Hirschlanden amtierende Interimspriester Johann Stöffler aus Blaubeuren die Pfarrei. Eine Vereinbarung zwischen Herzog Christoph von Württemberg und den Pforzheimer Dominikanerinnen von 1552 besiegelte ihre endgültige Aufgabe. Die Kirche wurde profaniert und diente wohl vorübergehend den Ditzinger Bauern als Scheuer, Vorratsspeichern und Wäschetrockenplatz.
1656 erwarb der württembergische Staat die Kirche. Sie wurde der Stiftungspflege Ditzingen und bei der Trennung des Kirchenstiftungsvermögens Ende des 19. Jahrhunderts der bürgerlichen Gemeinde Ditzingen überwiesen. Genutzt wurde sie in erster Linie als Aussegnungskirche. 1924 wurde sie unter Denkmalschutz gestellt.

### Katholische Kirche und Ehrenmal
Mit dem wachsenden Anteil an katholischen Einwohnern – die Oberamtsbeschreibung von 1930 nennt 2259 evangelische, 59 katholische Einwohner und 17 „von anderen Bekenntnissen“ – rückte die Speyrer Kirche in den Blick der katholischen Pfarrgemeinde St. Antonius in Zuffenhausen, in die bis 1963 auch die Ditzinger Katholiken eingepfarrt waren. 1932 wurde ihr die Nutzung vertraglich eingeräumt. Am Rosenkranzfest 1933 wurde in der Speyrer Kirche erstmals seit der Reformation wieder eine Heilige Messe gefeiert. Seither zelebrierte ein Hilfsgeistlicher die Messe regelmäßig, zunächst monatlich, dann zweimal im Monat, ehe die politische Gemeinde unter dem nationalsozialistischen Bürgermeister Gottlob Diez den Vertrag mit den Katholiken im Februar 1939 aufkündigte.
1937–1939 wurde die Kirche durch den Bildhauer Fritz von Graevenitz zu einer Gedenkstätte für die Gefallenen des Ersten Weltkriegs umgestaltet. Das von ihm geschaffene Ehrenmal (sog. Sarkophag) wurde 1945 an den Künstler zurückverkauft und befindet sich heute auf dem Solitude-Friedhof in Stuttgart.
Da mit dem Zuzug von Ostflüchtlingen und Heimatvertriebenen die Zahl der katholischen Einwohner Ditzingens nach dem Zweiten Weltkrieg stark anstieg, wurde die Speyrer Kirche zunächst wieder der römisch-katholischen Gemeinde überlassen, die dort bis zum Bau der Kirche St. Maria Königin des Heiligen Rosenkranzes ihre Messen feierte.

## Patrozinium
Die Kirche war ursprünglich dem heiligen Lambert von Maastricht geweiht. Vermutlich wurde die Verehrung des Heiligen durch das Kloster Lorsch vermittelt, das in Ditzingen umfangreichen Besitz hatte und ein Zentrum des Lambertuskults östlich des Rheins war. In der Zeit des Kirchenneubaus wurde Lambert von der heiligen Margaretha abgelöst. 1424 erscheint hinder Sant Lamprechts Kirchen noch als Lagebezeichnung im Leonberger Amtslagerbuch. 1427 bezieht das Priorat Reichenbach einen jährlichen Zins von Gütern der hayligenpfleger zu sanct Lambrecht. 1514 ist das Doppelpatrozinium Sant Lampertus und Sant Margarethen nachgewiesen. Lambert wurde als Patron jedoch bald verdrängt. 1551 ist nur noch von der St. Margarethen Pfarr die Rede. Mit Einführung der Reformation war die Heiligenverehrung ohnehin obsolet.

## Baubeschreibung

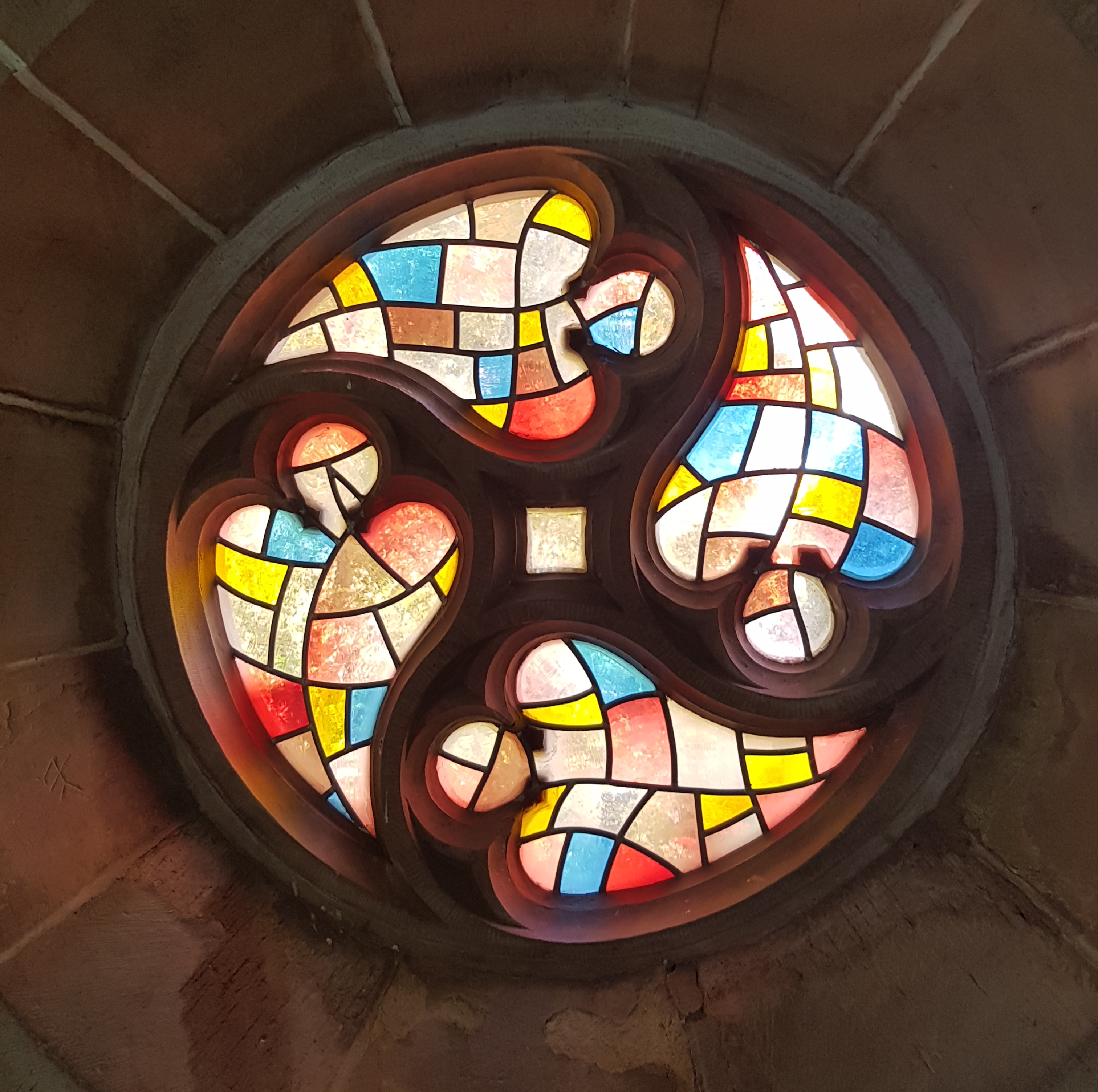
Fensterrosette über dem Westportal

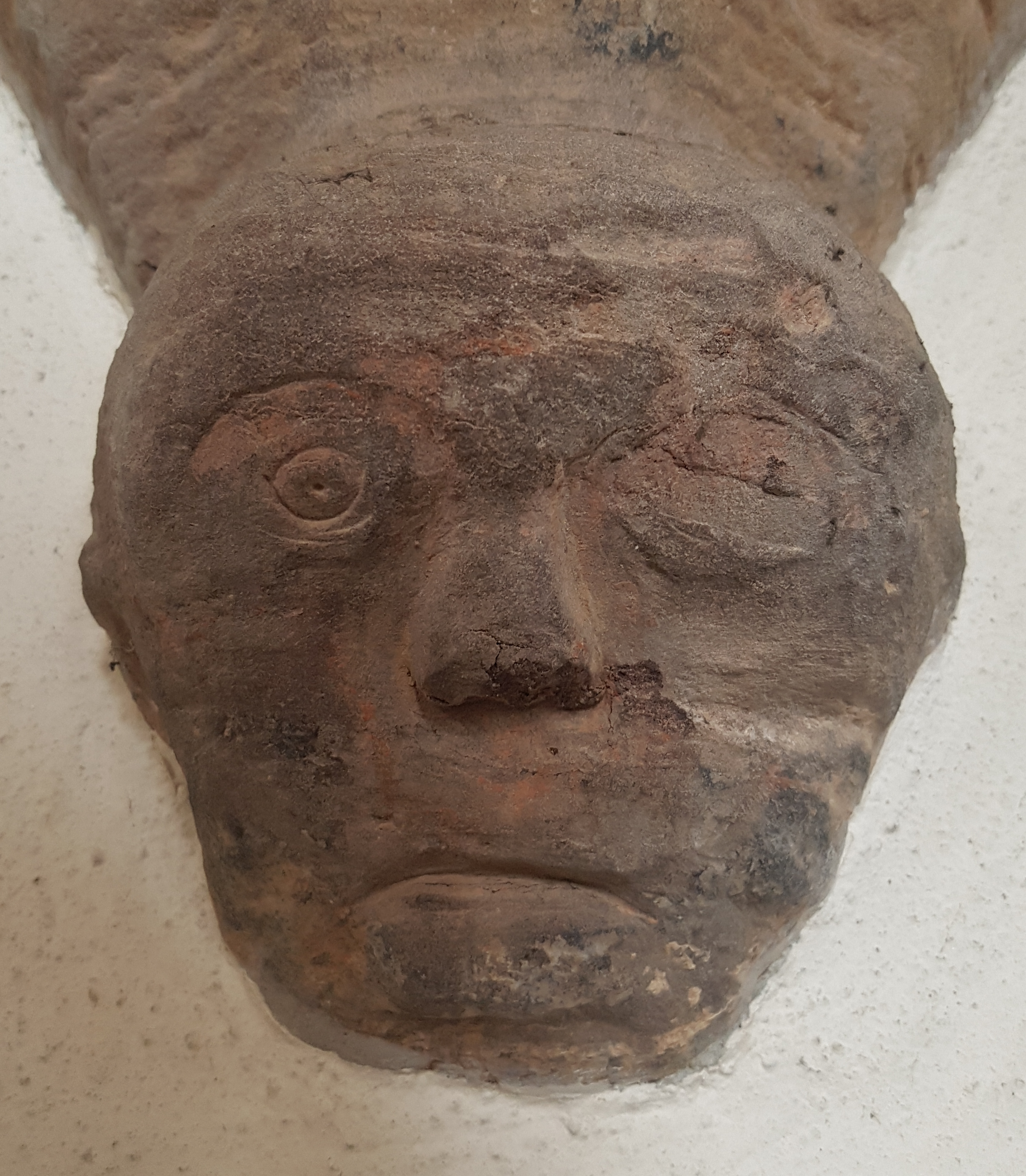
Detail an der Kanzel (Engelskopf)

Das rechteckige, im Kern spätgotische Kirchenschiff (Laienhaus) misst 14,75 × 8,4 Meter und wird nach oben von einer Balkendecke abgeschlossen, die früher vermutlich mit einer Tafeldecke verkleidet war. Das Mauerwerk besteht aus Rot- und Buntsandstein aus Steinbrüchen der Region. Die Ecken wurden außen mit behauenen Steinen akzentuiert, der übrige Bau besteht aus gewöhnlichem Bruchsteinmauerwerk mit einem Schwarzkalkbewurf. Der Haupteingang befindet sich an der Westseite, ein zweiter Zugang an der Südseite, der ursprünglichen bewohnten Siedlung zugewandt. Dem Südportal gegenüber ragt aus der Nordwand eine fünfseitige schmale Erkerkanzel, deren bauzeitlicher Zugang über eine Außentreppe und Nordwandtür nicht erhalten ist. Sie weist auf den kurzzeitigen Raumcharakter einer Querkirche hin, ist aber wohl bereits seit kurz nach Einführung der Reformation in Württemberg durch die Nutzungsänderung der Kirche funktionslos. Der Innenraum wird im Wesentlichen durch zwei dreiachsige Spitzbogen-Maßwerkfenster erhellt. Ein Rundfenster mit Maßwerk befindet sich über dem Westportal. Die Balkenkonstruktion der Westempore stammt noch aus der Bauzeit um 1490. Lediglich Bretterboden und Treppenaufgang wurden um 1950 erneuert.
Im nordöstlichen Schiffswinkel neben dem Chorbogen hat sich ein sternrippengewölbtes Altarziborium erhalten, dessen Schlussstein durch eine Bischofsdarstellung verziert wird. Ein Pendant dazu befand sich ursprünglich auch auf der Südseite. Die Gewölbeansätze sind an der Wand noch erkennbar bzw. wurden wieder sichtbar gemacht. Vermutungen, dass sich unter der Wandfarbe mittelalterliche Fresken verbergen, haben sich nicht bestätigt. Bei der Innenrenovierung von 1971 wurden in Schiff und Chor sämtliche Kalkschichten entfernt. Gefunden wurden lediglich Reste von drei Weihekreuzen, von denen die beiden zu Seiten des Südeingangs restauriert wurden. Das dritte wird durch die Treppenwange des Emporenaufgangs verdeckt.

### Chorraum und Turm
An das Schiff schließt sich nach Osten ein viergeschossiger, querrechteckiger Chorturm an. Der gegenüber dem Schiff leicht erhöhte Ostchor schließt mit einem dreiseitigen Chorschluss und wird von einem Netzrippengewölbe überspannt. Die Konsolen, auf denen die Rippen an den Langseiten aufsitzen, sind als Fratzen ausgearbeitet.
Ein dreiachsiges Spitzbogenmaßwerkfenster in der Chorsüdwand diente zur Beleuchtung des früheren Flügelaltars. Zusätzlich wird der Chor durch zweibahnige Fenster in den Chorschlussseiten erhellt.
Die drei unteren Turmgeschosse bestehen aus verputztem Bruchstein mit Eckquaderung, das aufgesetzte Glockengeschoss aus Fachwerk. Im westlichen Chorteil wurde das Mauerwerk auf 1,10 Meter verstärkt. Da der gotische Chorbogen an der Westseite nur bedingt belastbar ist und das Gewölbe keine tragende Funktion hat, ruht das Gesamtgewicht des Turms auf der Nord- und Südwand. Nach oben schließt ein ins Achteck überführter, verschieferter Spitzhelm den Bau ab. Kugel, Kreuz und Hahn bilden die Turmbekrönung. Das Turmobergeschoss stammt aus dem 17. Jahrhundert. Im Osten ist dem Turm ein polygonaler gotischer Chor mit Netzgewölbe vorgebaut, der der Stuttgarter Bauschule zugerechnet wird. Die Gewölbeschlusssteine zieren farbige Darstellungen der Mutter Gottes mit dem Jesuskind und Christus als Schmerzensmann, die Wundmale zeigend.
Die ursprüngliche Sakristei an der Chorsüdseite wurde nach 1831 abgebrochen. Der heutige Sakristeianbau wurde 1950 für die katholische Pfarrgemeinde neu errichtet.

### Ausstattung

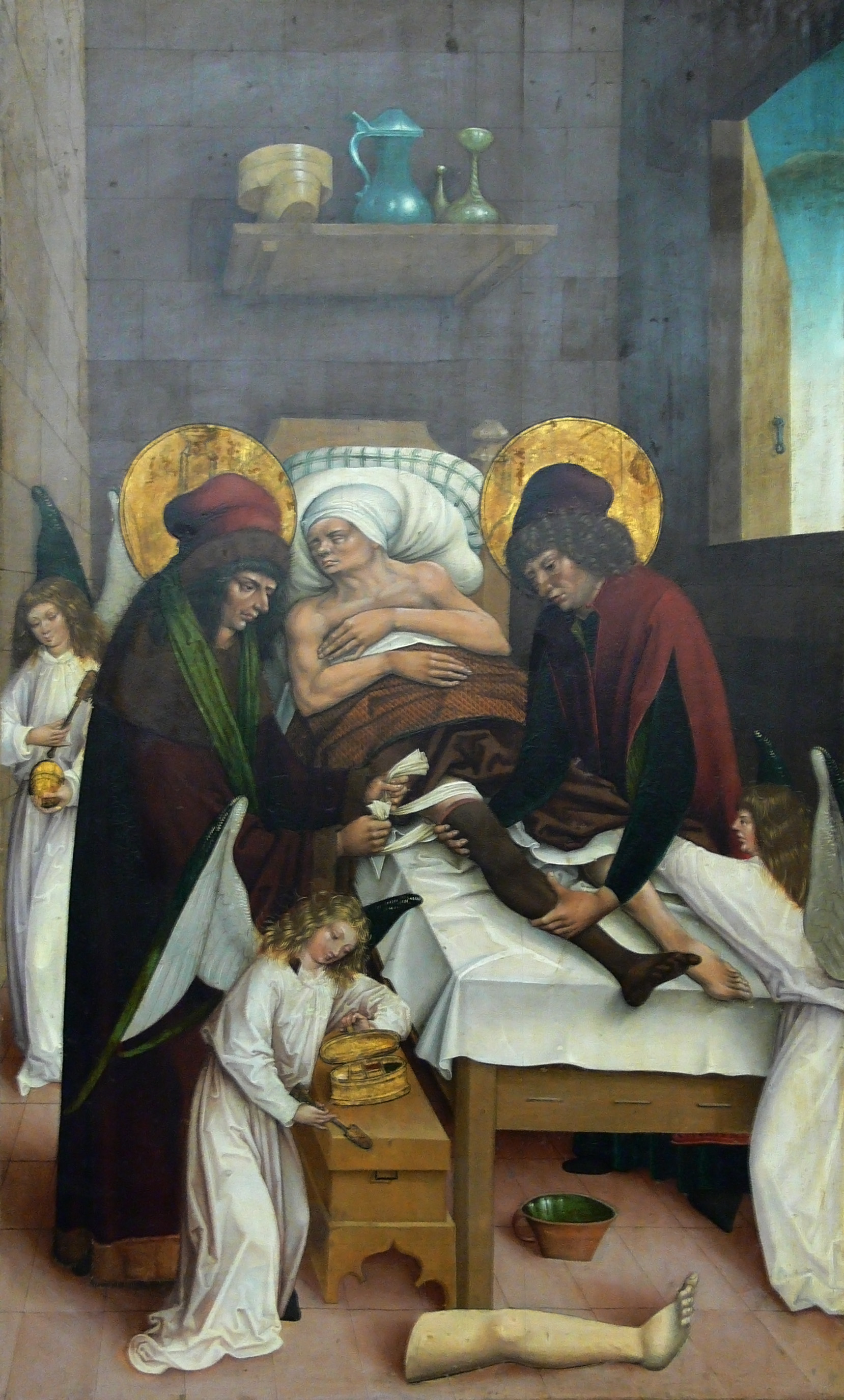
Beinwunder der heiligen Cosmas und Damian aus Ditzingen, Württembergisches Landesmuseum, WLM 989

Die spätgotische Inneneinrichtung wurde nach Einführung der Reformation entfernt bzw. dem Verfall überlassen. Die Kirche verfügte über einen Flügelaltar in Chor und mindestens zwei Nebenaltäre, deren Patrozinien nicht überliefert sind. Ihr Verbleib ist unbekannt. Reste der gotischen Altäre sollen sich allerdings noch im 19. Jahrhundert auf dem Boden der Kirche befunden haben.
Im Bestand des Stuttgarter Landesmuseums befindet sich ein 1868 erworbener, dem Schnaiter Meister zugeschriebener Altarflügel (Inv.-Nr. 989) vom Anfang des 16. Jahrhunderts, als dessen Provenienz der Ditzinger Heimatforscher Otto Schubert die Speyrer Kirche vermutet. Andere Forscher bringen ihn in Verbindung mit der Konstanzer Kirche. Wolfgang Irtenkauf lässt die Herkunft offen. Eine sichere Zuschreibung ist bisher nicht möglich. Die Tafelmalerei zeigt auf der Vorderseite das Beinwunder der Heiligen Cosmas und Damian, auf der Rückseite die Marter der heiligen Ursula von Köln.
Nach alten Beschreibungen gab es in der Kirche zwölf lebensgroße geschnitzte Apostelfiguren, die im Dreißigjährigen Krieg stark beschädigt wurden, damals (also über 100 Jahre nach der Aufgabe als Pfarrkirche) aber noch vorhanden waren. Das historische Gestühl ist nicht erhalten. Die heutigen Kirchenbänke stammen aus der Zeit der Nutzung durch die katholische Kirchengemeinde.

### Epitaph der Katharina Barbara von Anweil
Unter der Empore ist seitlich des Portals an der Westwand das Epitaph der Katharina Barbara von Anweil, geb. Kechler von Schwandorf angebracht. Es befand sich ursprünglich außen an der Südseite der Kirche. Auf Anregung der Ditzinger Ortsgruppe des Schwäbischen Albvereins wurde es 2004 restauriert und aus konservatorischen Gründen ins Innere verlegt.
Katharina Barbara von Anweil stammte aus dem seit dem ausgehenden 13. Jahrhundert mit dem Beinamen Kechler belegten Schwandorfer Ortsadel, einer ursprünglich wohl tübingischen und hohenbergischen Ministerialenfamilie, die ihre Besitzungen westlich von Nagold hatte. Schwandorf war seit dem 16. Jahrhundert württembergisches Lehen. 1673 heiratete sie den Kammerjunker Hans Wolff von Anweil. Ihre Beziehungen nach Ditzingen sind bisher nur unzureichend erforscht. 1685 erscheinen Hans Wolff von Anweil und Katharina Barbara, geb. Kechler, als Paten der Tochter eines Unteroffiziers im Ditzinger Taufbuch. Letztere starb am 30. April 1719 in Stuttgart. Warum sie ihre letzte Ruhestätte auf dem Friedhof in Ditzingen fand, ist unbekannt. Ihr 1700 verstorbener Ehemann wurde in Zaberfeld beigesetzt.

## Orgel und Geläut
In historischer Zeit verfügte die Kirche nicht über eine Orgel. Für die Begleitung der Trauerfeiern wurde 1973 ein elektronisches Instrument beschafft. 2005 erwarb die Stadt Ditzingen für die Kirche eine Kleinorgel mit vier klingenden Stimmen aus dem Nachlass des Marbacher Orgelbaumeisters Peter Plum, die im Oktober 2005 im Rahmen des „Ditzinger Orgelherbstes“ eingeweiht wurde.
Die unsignierte Glocke im Turm stammt aus dem 15. Jahrhundert und wird dem Reutlinger Glockengießer Hans Eger zugeschrieben. Als Schulterumschrift trägt sie, durch Tatzenkreuze getrennt, die Namen der vier Evangelisten. Die Glocke hat einen Durchmesser von 61 cm und eine Höhe von 48 cm ohne Glockenkrone. Mit der Krone beträgt die Höhe 59 cm. Der Schlagton der Glocke setzt sein Nominal auf ein fis '' +5. Sie wiegt etwa 126 kg + 5 kg des Glockenklöppels.

## Friedhof

Mahnmal für die Gefallenen der beiden Weltkriege

Die Speyrer Kirche ist vom Friedhof der Kernstadt Ditzingen umgeben. Der ursprünglich der Pfarrgemeinde der Speyrer Kirche zugehörige Begräbnisplatz wurde seit 1495 für beide Ditzinger Pfarreien genutzt und befindet sich heute im Eigentum der Stadt Ditzingen. 1775 wurde der Friedhof neu eingefriedet. Im Laufe des 20. Jahrhunderts wurde er mehrfach (u. a. 1923 und 1954) erweitert. Bis Mitte des 20. Jahrhunderts war es üblich, die Toten aus dem Dorf über den sogenannten „Totensteg“ über die Glems und die Staffel der Glemsstraße hinauf zum Friedhof zu bringen. Erst im Zuge der Erweiterung von 1954 wurde ein weiterer Zugang von der Bauernstraße her angelegt, der es ermöglichte, mit dem Leichenwagen direkt an den Friedhof heranzufahren.
Auf dem Ditzinger Friedhof fanden mehrere Persönlichkeiten des öffentlichen Lebens ihre letzte Ruhestätte, darunter der Fabrikant Johannes Fuchs, der Pomologe Julius Brecht, der Religionswissenschaftler Jakob Wilhelm Hauer, der Maler Heinrich Eberhardt und der Heimatforscher Rudolf Hruschka. Historische Grabdenkmäler haben sich nur wenige erhalten, exemplarisch für die Grabdenkmalgestaltung des frühen 20. Jahrhunderts etwa der Grabstein des Bierbrauers und Schwanenwirts Karl Stähle (1851–1906) auf dem alten Teil des Friedhofs.

### Denkmäler
1950 errichtete die Ortsgemeinschaft Ditzingen des Bunds der Vertriebenen am westlichen Friedhofseingang das Ostlandkreuz zur Erinnerung an Flucht und Vertreibung aus den früheren deutschen Ostgebieten. Eine Gedenkstätte für die Toten der beiden Weltkriege wurde erst 1960 errichtet. Das Monument des Ludwigsburger Bildhauers Erwin Dauner besteht aus einem schlichten, kreuzförmig ausgearbeiteten Muschelkalkblock mit den Inschriften „Wir mahnen und rufen die Welt“ sowie „Ihr Opfer diene dem Frieden“ mit zwei Friedenstauben. Auf den beiden anderen Seiten stehen die Jahreszahlen der beiden Weltkriege, umgeben von einem Kranz von Kreuzen. Die Einweihung erfolgte anlässlich des Volkstrauertags am 13. November 1960.

## Modellbau
Die Firma Kibri bietet unter Nr. 39772 einen Modellbausatz der Speyrer Kirche in der Größe HO (1:87) an.